# William Grimes (cầu thủ bóng đá)
William J. Grimes (sinh năm 1886) là một cầu thủ bóng đá người Anh từng thi đấu ở vị trí tiền vệ chạy cánh.

## Sự nghiệp
Sinh ra ở Hitchin, Grimes thi đấu cho Glossop, Bradford City và Derby County.
Đối với Bradford City ông có 17 lần ra sân ở Football League.

## Đời sống cá nhân
Grimes kết hôn với Ameila Furr, chị của anh em cầu thủ bóng đá George, Harry, Vic và Willie Furr.